# 乙女が紡ぐ恋のキャンバス
『乙女が紡ぐ恋のキャンバス』（おとめがつむぐこいのキャンバス）はensembleより2012年3月30日に発売された18禁恋愛アドベンチャーゲーム。ensemble「乙女シリーズ」の第2作に位置づけられる、いわゆる女装主人公ものである。「美術・芸術・絵画」などをテーマとしている。公式略称は「乙女恋（）」。2012年11月22日にはファンディスク『乙女が紡ぐ恋のキャンバス 〜二人のギャラリー〜』が発売された。

## システム
本作は、マウスクリックなどでテキストを読み進め、途中表示される選択肢から主人公の行動を選んでいくことで物語が分岐・進行する、オーソドックスな恋愛アドベンチャーゲームである。
一度クリアするとタイトル画面の「エクストラ」メニューが開放される。「CG鑑賞」「シーン回想」機能でゲーム中で一度表示されたイベントCG・エッチシーンをいつでも鑑賞できるようになるほか、ゲーム中の楽曲を「音楽鑑賞」機能で聴けるようになる。
乙女が紡ぐ恋のキャンバス
マルチエンディング形式。いわゆる攻略可能なヒロインは5人用意されている。「エクストラシナリオ」が2つ用意されており、特定のヒロインをクリアした後にプレイできる。
二人のギャラリー
5本の後日譚シナリオから任意に選んでプレイする形式。

## あらすじ

レンブラントの『夜警』。瑞希は荷物の大きさや「市民隊」という符丁から貨物の中身を見抜く。

空港に貨物輸送機が着陸したある日の夜、市内の美術館に警備を敷いていた画廊の娘の鳳怜奈（）は、美術館の前に不審な少女を発見し、館内に連行する。侵入した窃盗団を制圧した怜奈は、囮の贋作が館内に多数並べられていたこと、空港に到着した貨物はレンブラントの傑作『夜警』であることを少女に言い当てられ驚く。少女に名前を尋ねると、深山瑞希（）という答えが返ってくる。
瑞希の本当の名前は瑞木信（）。その正体は、現代アーティストとして世界的な知名度を誇る瑞木杷虎（）の弟である。誰にも言えない事情で、幼少期から家に引き籠もること十数年。最近は女装して姉のモデルを務めていたが、要求がエスカレートしたため、着の身着のまま家を飛び出してきたのだった。行く当てがないという瑞希に、怜奈は芸術教育に特化したお嬢様学園「鳳后藝術学園」の生徒の身分と、女子寮のメイドの仕事を与える。
物語の舞台は芸術学園都市、鳳市。街は来るアートフェアに備えて厳戒態勢に移行しつつあった。

### 本編

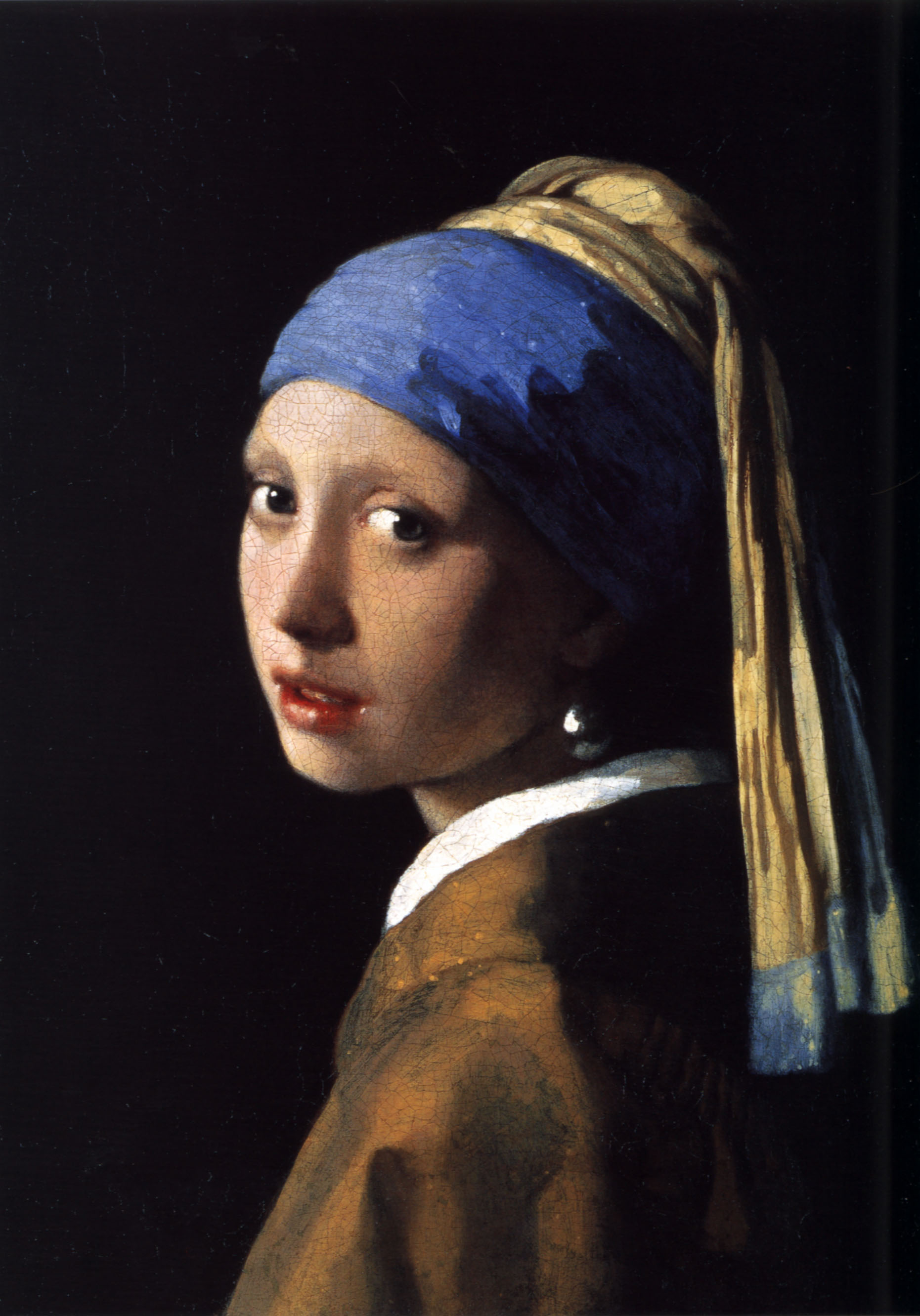
瑞希の好きなフェルメール・ブルー。

鳳怜奈ルート

女子寮には杷虎の日本画が飾られていた。初期の日本画作品で名声を手に入れた杷虎だったが、その後は現代アートを手掛けて画からは遠ざかっていた。怜奈は子供の頃からの杷虎ファンであり、今でも新作を待ち続けているのだと瑞希に語る。
アートフェアで美術館に飾る絵を諸方から借り集めていたところ、窃盗団に奪われる事件が起きる。犯人の見当は鳳画廊と敵対するアートディーラー。さらに買収を仕掛けられ、鳳は一気に窮地に陥る。折しもオーナー不在で、重圧に耐える怜奈達に、瑞希は自分が杷虎に掛け合って新作を描いて貰うと宣言する。
アートフェア最終日のオークションに、瑞希が手に入れてきた十数年ぶりの「杷虎」新作が登場する。数百万ドル、数千万ドルと値が上がっていくと、オークショニアで瑞希の幼なじみの烏丸紫月（）が「もうやめて」と悲痛な叫びを上げ、新作は贋作だと暴露する。大混乱に陥った会場に杷虎が現れ、自分の作品は全てそこにいる弟が描いたもので、贋作は自分の方だと告白して去る。姉の名誉のため世間から隠れていた瑞希が再び筆をとった理由は、ずっと窓から眺めていた空の色の目をした怜奈のことが好きになったからだった。
獅子堂千晴ルート
玲奈の警護役の獅子堂・千晴・フラムスティード（）は、面識のない瑞希を女子寮のメイドにすることに反対の立場であった。中々打ち解けられない二人を見た玲奈は、荒療治として千晴を瑞希の警護に回してしまう。瑞希は、千晴が本当は誰も傷つけたくない優しい心の持ち主であることを知り、好きになっていく。瑞希は性別を打ち明けて告白し、恋人になる。千晴は自分が特異な4色型色覚であることを打ち明ける。
数日後、千晴は玲奈の護衛に戻る。瑞希の正体を報告すると、玲奈は瑞希の性別に気付いており、瑞希のことを気に入っていることがわかる。瑞希に画才があることを見て取った玲奈は、アートフェアに飾るための作品を瑞希に依頼する。瑞希は鳳后の学生・関係者1,000人に協力してもらい、特殊塗料で画を描き始める。
アートフェア当日、千晴は爆弾の仕掛けられた美術館に閉じ込められてしまう。死を覚悟し、玲奈と瑞希の幸せを願っていると、瑞希が助けにやって来る。夜、2人はヘリコプターで学園上空を飛ぶ。地上では協力してくれた1,000人が、手に手に絵を掲げていた。『一番大切なものは目に見えない』と題されたその集合体作品には、千晴にしか見えない紫外線の塗料で「君が好き」と描かれているのだった。
アナスタシアルート
美術館の館長を務め、品行方正で知られるロシアからの留学生アナスタシア・アレクセエーブナ・イディナロークには怪盗という裏の顔があった。偶然その現場に居合わせ、密着した際に女装を知られてしまった瑞希は美術品の窃盗を手伝わされる。その後も度々性的に誘惑されアナスタシアの片棒をかつぐ。アートフェアのため来日していた『サライの肖像』も二人で盗み出し、瑞希は罪の意識に苛まれる。
ところが、アナスタシアの盗んでいた絵画は全て贋作だったことがわかる。アナスタシアはマフィアという家業を恥じ、ドンである父親が売りさばいたと思しき贋作を回収していたのだ。恋人としてアナスタシアの父親と対峙した瑞希は、娘を自由にして欲しければ杷虎の作品を盗んでこいと条件を出される。杷虎のスタジオのセキュリティは完璧であり、常識的に考えれば盗み出すことは不可能であった。しかし瑞希はアナスタシアをモデルに絵を描き始める。
経年劣化の処理の跡などから贋作と断じたアナスタシアの父親だったが、本物よりも真に迫る何かをそこに感じとり、作者である瑞希を娘の恋人として認めるのだった。
烏丸紫月ルート
幼い頃、烏丸紫月は信と友達だった。紫月の父親が商売で損失を抱えて失踪すると、信は学園の壁に大きな絵を描いて慰めてくれた。ところが「天才画家現る」と騒動になってしまい、信は杷虎に連れられて何処かへ引っ越してしまう。紫月は以来十数年、信を探し続けてきた。ようやく会えた信は、女装して瑞希と名乗っていた。紫月は協力を申し出る。
ある日、紫月の母親と怜奈の父親に再婚話が持ち上がる。紫月と怜奈は犬猿の間柄だったが、姉妹になることを阻止するため一時的に共闘を結ぶ。二人の作戦がことごとく失敗していく中、怜奈は紫月の行動に疑問を抱く。再婚に反対する理由は別にあるのではないかと指摘された紫月は狼狽する。
杷虎の初期日本画の1点を、紫月は個人で所蔵していた。それは昔、図画工作の授業の宿題として出されたのを信が代わりに描いてくれたもので、信が十数年間筆をとらなかった理由は紫月には明らかだった。描けば秘密が露見する。しかし信は描かずにはいられない天才である。信が描かずともよい場所（現代美術の烏丸）を残すため、鳳との合併を阻止しようとしていたのだった。信は自分が深く愛されていることを知って紫月の気持ちに応える。物語は、女装でもさせて追い出すくらいしかなかったと独白する杷虎のもとを、玲奈の父親が訪れて、「誰も責めません」と許しを与える場面で幕を閉じる。
乾幸ルート
現代アーティストとして売り出し中の乾幸（）は、割ってしまった壺を弁償するため鳳后の学生寮でメイドとして働くことになる。出身した児童養護施設に給料の一部を仕送りしていたところ、ある日その施設にボランティアを希望する少年がやって来る。幸はその少年が鳳后寮の先輩メイドの瑞希だと気付く。子供達のため瑞希が描く絵はとても儚く、幸は瑞希の心の奥底に触れていく。

一方、施設の借地契約が切れ、立ち退きを迫られるという問題が発生する。すると瑞希が、アートフェアで審査される鳳后賞の副賞を狙ったらどうかと提案する。それによると、受賞者は10年間鳳の全面バックアップを得られることになっていた。鳳后賞の授賞式当日、幸が街に描き出したのは落書きのゲリラアート。施設の子供達が大人の制止を掻い潜りながら街中に「I'm here」とペンキを塗っていく。その光景は会場まで中継され、幸は施設の存続を訴える。
「I'm here」は大賞を受賞し、作品の一部である施設も鳳の保護下に入って存続が決まる。「I'm here」とはまた瑞希のことでもあった。幸は「誰かを守ろうとしてボロボロになってしまった」瑞希に恋をしていた。数年後、瑞希は何者にもなれなかったが、幸のお腹には小さな命が宿っていた。

## キャスト
| 役名                                           | 本編         | FD           |
| 主人公                                         | 主人公       | 主人公       |
| ---------------------------------------------- | ------------ | ------------ |
| 深山 瑞希                                      | 桐谷華       | 桐谷華       |
| ヒロイン                                       |              |              |
| 鳳 怜奈                                        | サトウユキ   | サトウユキ   |
| 獅子堂・千晴・フラムスティード                 | 有栖川みや美 | 有栖川みや美 |
| アナスタシア・アレクセエーブナ・イディナローク | 風華         | —            |
| 烏丸 紫月                                      | 夏野こおり   | 夏野こおり   |
| 乾 幸                                          | 雪都さお梨   | 雪都さお梨   |
| 猫西 昭江                                      | 遠野そよぎ   | 遠野そよぎ   |
| サブキャラクター                               |              |              |
| ヨハン・アレクセーエヴィチ・イディナローク     | 桜川未央     | —            |
| 瑞木 杷虎                                      | かわしまりの | —            |
| アレクセイ・イヴァーノヴィチ・イディナローク   | 多富満       | —            |
| ヴォルフガング・ヒル                           | 木島宇太     | —            |
| 烏丸 鉄子                                      | このかなみ   | —            |
| 鳳 一朗                                        | 来宮とおる   | —            |
| 佐藤 洋                                        | 越雪光       | —            |
| 獅子堂・伊織・フラムスティード                 | 古河徹人     | —            |
| 猿子 夢                                        | 奏雨         | —            |
| 遊兎 結                                        | 木ノ下やや   | —            |
| 亀岡 太一                                      | 日向苺       | —            |

## スタッフ
乙女が紡ぐ恋のキャンバス
- 原画・キャラクターデザイン - きみしま青
- サブ原画 - 了藤誠仁
- プロット・シナリオ - 一鷹
- 背景 - 獏プロダクション、倉田憲一、飯田和昭
- 音楽 - 有限会社バンブー（ミリオンバンブー）
- OP・EDムービー - はらだ
- 営業・広報 - しんのすけ、夏月
- ディレクション - 夏月、薙野（アシスタント）

二人のギャラリー
- 原画 - きみしま青
- シナリオ統括 - 北川晴
- シナリオ - 司弓伴崇、城三角、来夢みんと
- 背景 - 獏プロダクション、倉田憲一、飯田和昭
- 音楽 - 有限会社バンブー（ミリオンバンブー）
- OP・EDムービー - どせい
- 営業・広報 - しんのすけ、丼、夏月
- ディレクション - 夏月

## 主題歌
オープニングテーマ「Color World」
作詞 - Kimotto / 作曲・編曲 - 浅草徹 / 歌 - 片霧烈火
エンディングテーマ「ふたつでひとつ」
作詞 - 秋元凛 / 作曲・編曲 - ロドリゲスのぶ / 歌 - 結月そら
二人のギャラリーオープニングテーマ「たくさんのHappiness」
作詞 - 結月そら / 作曲 - ロドリゲスのぶ / 編曲 - 野崎心平 / 歌 - 結月そら

## サウンドトラック
本作のオリジナルサウンドトラックはソフマップ購入特典である。音楽CD1枚に作中のBGM全20曲と主題歌2曲が収録されている。
| #         | タイトル                         | 作詞      | 作曲             | 時間 |
| --------- | -------------------------------- | --------- | ---------------- | ---- |
| 1.        | 「Color World」(歌：片霧烈火)    |           | ロドリゲスのぶ   | 3:37 |
| 2.        | 「一輪のひまわり」               |           | ミリオンバンブー | 2:52 |
| 3.        | 「日傘を差す少女達」             |           | ミリオンバンブー | 3:10 |
| 4.        | 「広場の並木道」                 |           | ミリオンバンブー | 2:56 |
| 5.        | 「木と星の見える場所」           |           | ミリオンバンブー | 2:35 |
| 6.        | 「霧の降りた夜」                 |           | ミリオンバンブー | 3:02 |
| 7.        | 「公園の音楽祭」                 |           | ミリオンバンブー | 2:57 |
| 8.        | 「悔悛するマリア」               |           | ミリオンバンブー | 3:16 |
| 9.        | 「戦へと誘う自由の女神」         |           | ミリオンバンブー | 3:02 |
| 10.       | 「アンギアーリの決闘」           |           | ミリオンバンブー | 2:56 |
| 11.       | 「峠越えのナポレオン」           |           | ミリオンバンブー | 2:34 |
| 12.       | 「学園の少年と少女」             |           | ミリオンバンブー | 3:22 |
| 13.       | 「騒がしい仮面舞踏会」           |           | ミリオンバンブー | 2:47 |
| 14.       | 「花のブーケ」                   |           | ミリオンバンブー | 3:00 |
| 15.       | 「大きな帽子の女の子」           |           | ミリオンバンブー | 3:13 |
| 16.       | 「ローヌ河の月の光」             |           | ミリオンバンブー | 3:12 |
| 17.       | 「アラベスクの開幕」             |           | ミリオンバンブー | 3:03 |
| 18.       | 「ベルヴェデーレの母と子供達」   |           | ミリオンバンブー | 3:10 |
| 19.       | 「花咲く庭」                     |           | ミリオンバンブー | 2:55 |
| 20.       | 「Color World アレンジver」      |           | ロドリゲスのぶ   | 2:32 |
| 21.       | 「優しきシンフォニー」           |           | ミリオンバンブー | 2:46 |
| 22.       | 「ふたつでひとつ」(歌：結月そら) |           | ロドリゲスのぶ   | 3:48 |
| 合計時間: | 合計時間:                        | 合計時間: | 66:45            |      |

## 制作・広報
本作の情報公開は、ブランド公式サイトにおけるキャラクター画像の部分的開示、いわゆる「チラ見せ」から始まった。アダルトゲーム月刊誌『電撃姫』2011年10月号でタイトルが発表され、公式サイトの設置がそれに続いた。
本作のディレクションは乙女シリーズの前作『花と乙女に祝福を』の広報担当であった夏月が担任した。キャラクターデザインはきみしま青。後にensembleの看板原画家と呼ばれるまでになるきみしまの、ブランドへの初参画が本作であった。
プロット・シナリオは「一鷹」（かずたか）の手になったものである。一鷹は各地の美術館を巡り、画家や画商に直接面会するなどして取材を行った。また執筆に当たっては地の文を削り、会話を主体にする方針をとった。ensembleは公式サイトに美術用語の解説機能を実装し、例えば「インスタレーション」「ディレクション」といった、作中に登場する概念の説明を提供した。
2012年の本編発売後、4月13日から5月11日にかけて、キャラクター人気投票「輝け第１回：凰后&鳳市のヒロインは私よ！ 選手権」が開催された。このイベントに際しては各キャラクターに「マニフェスト」が設定された。例えばヒロインの鳳怜奈は、人気投票ページの顔アイコンの横に書かれる形で「メイドになって瑞希にお仕えします！」と「宣言」しており、これが上位入賞した場合におけるensembleの公約であるとされたものである。
人気投票の時点では続編の予定は明らかにされていなかったが、6月1日になり、ファンディスクの制作が告知された。『二人のギャラリー』には各ヒロインの後日譚シナリオが、マニフェストに沿う形で制作・収録されている。人気投票で1位となった猫西昭江（本編では攻略対象外）のifストーリーが追加された一方、圏外に沈んだアナスタシアには登場機会が与えられなかった。シナリオは原作の一鷹に代わり、北川晴（統括）・来夢みんと・司弓伴崇・城三角が担当した。

## 反響

### 売り上げ
乙女が紡ぐ恋のキャンバス
本作は発売月（2012年3月）の売り上げにおいて、PCpressの集計では9位、Getchu.comの集計では6位、アダルトゲーム月刊誌『BugBug』の集計では9位を記録した。発売年（2012年）においては、Getchu.comの集計で上半期29位、年間では上位50位の圏外であった。『BugBug』の集計では年間上位20位の圏外であった。
二人のギャラリー
ファンディスクの『二人のギャラリー』は、その発売月（2012年11月）の売り上げにおいて、PCpressの集計では10位、Getchu.comの集計では7位を記録した。発売年（2012年）においては、Getchu.comの集計で年間上位50位の圏外、『BugBug』の集計では年間上位20位の圏外であった。

### 人気投票
| 部門名       | Getchu.com | TECH GIAN | BugBug    |
| ------------ | ---------- | --------- | --------- |
| 総合         | 圏外/20位  | 圏外/30位 | 圏外/30位 |
| シナリオ     | 圏外/20位  | 圏外/10位 | 圏外/30位 |
| グラフィック | 圏外/20位  | 圏外/10位 | 部門なし  |
| 音楽         | 圏外/20位  | 圏外/10位 | 圏外/20位 |
| システム     | 圏外/20位  | 圏外/10位 | 圏外/30位 |
| ヴォイス     | 部門なし   | 部門なし  | 圏外/20位 |
| ムービー     | 圏外/20位  | 部門なし  | 部門なし  |
| エッチ       | 圏外/20位  | 圏外/10位 | 圏外/30位 |
| キャラクター | 0人/20位   | 0人/10位  | 0人/30位  |

乙女が紡ぐ恋のキャンバス
本作は発売月（2012年3月）のユーザー人気投票において、Getchu.comの5位を獲得した。発売年（2012年）の人気投票においては、Getchu.comでは全部門で圏外、アダルトゲーム月刊誌『TECH GIAN』では全部門で圏外、『BugBug』では全部門で圏外であった（表：「2012年の美少女ゲーム人気投票における本作の位置」に一覧を示す。）。
二人のギャラリー
ファンディスクの『二人のギャラリー』は、その発売月（2012年11月）のユーザー人気投票において、Getchu.comでは8位であった。発売年（2012年）の人気投票においては、Getchu.comでは全部門で圏外、『TECH GIAN』では全部門で圏外、『BugBug』では全部門で圏外であった。

### 批評
- 「男の娘」専門誌『おと☆娘』の第7号に本作の記事が掲載されている。紫月ルートにおける画面写真を示しつつ、「本作は女装した主人公を女の子が取り合うという逆（!?）ハーレムが楽しめる」と紹介している[41]。
- 『BugBug』2012年6月号に本作のレビューが掲載された[1]。本作のヒロインはそれぞれ芸術と深く関わり、芸術に絡んだ秘密や悩みを抱えている[1]。レビュアーは主人公が女装して女学園に通う導入部は「よくある“女装潜入モノ”」としつつ、作品の題材は特筆に足る趣旨を述べている[1]。またレビュアーは、本作では結末までの過程が丁寧に描写されており、結ばれたときの感情移入度が半端ではないとし、その効果で性的興奮も倍増すると分析している[1]。レビュアーが気に入ったヒロインは獅子堂千晴と烏丸紫月であるという[1]。どちらも所謂クーデレキャラであるところ、両思いになってデレたときのギャップが可愛らしい旨の感想が綴られている[1]。特に瑞希の過去を唯一知る紫月のルートは、瑞希のバックグラウンドがそこで全て明かされることから、レビュアーは最後に攻略することを推奨し、ずっと瑞希を好きで居続けた健気な幼なじみの物語こそトリを飾るに相応しいと述べている[1]。

## トラブル

### ネット上の話題に関して
2012年4月12日、株式会社ウィルプラスは「2012年のタイトルでネット上で話題の出ている件について」と題する声明文を公式サイトに掲載した。「ネット上で取り上げられている作品はensemble作品なのか?」という趣旨の問い合わせが多数あったとし、それに対する回答の形を取ったものである。声明はネット上の話題の詳細については触れておらず、「本件が弊社プロジェクトのことであるかの確定ができない」としながらも、外部スタッフへのギャランティ支払いについて詳細を説明している。本作ディレクターの夏月は騒動に対して謝罪した。

## 関連商品
以下のグッズが製作されている。
- 鳳后藝術学園制服（コスプレ衣装メーカー「kiss」が製作・販売）[44]
- 深山瑞希抱き枕カバー[45]
- 乙女が紡ぐ恋のキャンバスA1タペストリー[46]
- 乙女が紡ぐ恋のキャンバス 〜二人のギャラリー〜 A1タペストリー[46]

また、以下の作品には本作主人公の深山瑞希が登場している。『乙女が彩る恋のエッセンス』には猫西昭江も登場する。
- 桜舞う乙女のロンド（2013年、ensemble）
- 乙女が奏でる恋のアリア（2014年、ensemble）
- 乙女が彩る恋のエッセンス（2016年、ensemble）
- シャイニー・シスターズ 〜女装主人公アイドルプロジェクト〜（2019年、ensemble）